# Нульова енергія
Нульова енергія (англ. zero-point energy)
- 1. Мінімально можлива енергія для атома або молекули, передбачувана квантовою механікою. Електрони рухаються, а зв'язки коливаються навіть при абсолютному нулі.
- 2. Найнижча енергія коливань осцилятора чи системи осциляторів при температурі 0 К.

Нульова енергія — це мінімальний рівень енергії, який може мати дана квантовомеханічна система. Стан такої системи називається основним. У квантовій механіці діє Принцип невизначеності, тому частинка не може перебувати в одній певній точці і одночасно мати нульову кінетичну енергію.

## Загальна характеристика
Концепція нульової енергії була розроблена в Німеччині групою фізиків, у тому числі Максом Планком (1911), Альбертом Ейнштейном та Отто Штерном (1913). 1916 року Вальтер Нернст припустив, що вакуумний простір заповнений нульовим електромагнітним випромінюванням. Термін нульова енергія походить від німецької nullpunktenergie.
Нульова енергія іноді використовується як синонім для енергії вакууму. У космології вакуумна енергія є одним із можливих пояснень космологічної сталої. Зміна нульової енергії як межі області вакуумного переміщення призводить до ефекту Казимира, який спостерігається у нанорозмірних пристроях.

## Нульова коливальна енергія
англ. zero-point vibrational energy (ZPVE)
Енергія коливань у молекулі при абсолютному нулі(0 K):
Evib(0) = (1/2) h ∑νi,
де νi частота коливань. Навіть для малої молекули така енергія може становити кілька десятків ккал моль−1. Її наявність є наслідком квантовомеханічного принципу невизначенності.

## Інтернет-ресурси
- Zero-point energy? «Ask the Van» popular science FAQ at University of Illinois.
- Nima Arkani-Hamed on the issue of vacuum energy and dark energy.
- Steven Weinberg on the cosmological constant problem.